# 10 mai en sport
10 avril 10 juin
Chronologies thématiques
- Croisades
- Ferroviaires
- Disney

Le 10 mai (130e jour de l'année ou 131e en cas d'année bissextile) en sport.

## Événements

### XIXesiècle
- 1867
  - (Boxe) : Jimmy Elliott bat Bill Davis dans le 9e round au Point Pelee l'Île au Canada. Davis a maintenant perdu tant pour Elliott que pour Mike McCoole qui continue à revendiquer le titre de Champion américain, mais ces deux ne respecteront jamais les règles du ring[1].
- 1870
  - (Boxe) : Jem Mace revient à la boxe compétitive et combat Tom Allen, nominalement pour le défunt championnat anglais, à Kennerville, en Louisiane. Il gagne dans le dixième round par knockout, ce qui confirme qu'il est encore le meilleur combattant anglais. Cependant, réclamations effectuées pour le compte de Mace car il est maintenant titulaire du championnat américain aussi. Ne pas avoir combattu Elliott ou McCoole est une demande non valide[2].

### XXesièclede1901à1950
- 1914
  - (Football) : Athletic Bilbao remporte la Coupe d'Espagne face à l'Espanyol Barcelone, 2-1.
  - (Football) : FC Aarau remporte le championnat de Suisse.
- 1925
  - (Football) : le CASG Paris remporte la finale de la Coupe de France lors du second match face au FC Rouen sur le score de 3-2. Lors de la première rencontre le 26 avril les deux équipes avaient fait match nul 1-1.
  - (Football) : le FC Barcelone remporte la Coupe d'Espagne face à l'Arenas Club de Guecho, 2-0.
- 1931 :
  - (Rugby à XV) : le RC Toulon remporte la finale du Championnat de France face à Lyon olympique universitaire, 6-3.
  - (Sport automobile) : victoire de l'Italien Tazio Nuvolari sur la course Targa Florio.
- 1934 :
  - (Football) : à Amsterdam, en amical, l'équipe de France s'impose 5-4 face à l'équipe des Pays-Bas. Les Oranges menaient pourtant 3-0 après seulement 12 minutes de jeu.
- 1936 :
  - (Football) : Bologne FC 1909 devient champion d'Italie.
  - (Rugby à XV) : le RC Narbonne est champion de France en s'imposant en finale face à l'AS Montferrand, 6-3.
  - (Sport automobile) : au Grand Prix automobile de Tripoli qui se déroulait sur le circuit de la Mellaha, victoire de l'Italien Achille Varzi.
- 1948 :
  - (Football) : le Lille OSC remporte la finale de la Coupe de France face au RC Lens, 3-2.

### XXesièclede1951à2000
- 1959 :
  - (Sport automobile /Formule 1) : le premier grand prix de la saison 1959 à Monaco est remporté par l'australien Jack Brabham sur Cooper-Climax.
- 1962 :
  - (Football) : l'Atlético de Madrid remporte la finale de la Coupe d'Europe des vainqueurs de coupes face à la Fiorentina, 3-0.
- 1964 :
  - (Football) : l'Olympique lyonnais remporte la Coupe de France à Colombes en battant en finale les Girondins de Bordeaux 2-0 grâce à deux buts de Nestor Combin.
  - (Sport automobile /Formule 1) : au Grand Prix automobile de Monaco, victoire du Britannique Graham Hill sur une BRM.
- 1970 :
  - (Sport automobile /Formule 1) : au Grand Prix automobile de Monaco, victoire de l'Autrichien Jochen Rindt sur une Lotus-Ford.
- 1978 :
  - (Football) : Le Liverpool FC remporte la finale de la Coupe des clubs champions face au FC Bruges, 2-0.
- 1989 :
  - (Football) : Le FC Barcelone remporte la finale de la Coupe d'Europe des vainqueurs de coupes face à la Sampdoria de Gênes, 2-0.
- 1995 :
  - (Football) : Le Real Saragosse remporte la finale de la Coupe d'Europe des vainqueurs de coupes face à Arsenal FC, 2-1.
- 1997 :
  - (Football) : l'OGC Nice remporte la finale de la Coupe de France face à l'En Avant de Guingamp 1-1 4 tirs au but à 3. C'est la dernière finale jouée au Parc des Princes.
- 1998 :
  - (Football) : La Juventus est sacrée championne d'Italie.
  - (Sport automobile /Formule 1) : au Grand Prix automobile d'Espagne couru sur le circuit de Catalogne, victoire du finlandais Mika Häkkinen sur une McLaren-Mercedes.

### XXIesiècle
- 2001 :
  - (Basket-ball) : les italiens Bologne battent les espagnols de Vitoria en finale de l'Euroligue, par 3 victoires contre 2 défaites.
- 2003 :
  - (Football) : La Juventus est sacrée championne d'Italie.
- 2006 :
  - (Football) : Le FC Séville remporte la finale de la Coupe UEFA face à Middlesbrough FC, 4-0.
- 2009 :
  - (Sport automobile /Formule 1) : au Grand Prix d'Espagne qui se déroulait sur le Circuit de Catalogne, victoire du Britannique Jenson Button sur une Brawn-Mercedes.
- 2014 :
  - (Football) : Sligo Rovers FC gagne la neuvième édition de la Setanta Sports Cup en battant le Dundalk FC (1-0).
- 2015 :
  - (Cyclisme sur route) :
    - (UCI Europe Tour) : le Lituanien Ignatas Konovalovas (Marseille 13 KTM) remporte devant Bryan Coquard (Europcar) à 14 secondes et l'Estonien Alo Jakin (Auber 93) à 31 secondes les Quatre jours de Dunkerque.
    - (Tour d'Italie) : Elia Viviani (Sky) s'impose au sprint lors de la 2e étape du Tour d'Italie. Le maillot rose de leader change d’épaules au sein de la formation Orica-GreenEDGE passant à Michael Matthews.

  - (Compétition automobile /Formule 1) : Nico Rosberg remporte le Grand Prix d'Espagne, 5e étape du Championnat du monde de Formule 1.
  - (Tennis /Masters 1000) : Andy Murray étrille Rafael Nadal en finale du Masters de Madrid (6-3, 6-2). En double, c'est l'Indien Rohan Bopanna associé au Roumain Florin Mergea qui s'impose.
- 2016 :
  - (Cyclisme sur route /Tour d'Italie) : sur la 4e étape du Tour d'Italie 2016, victoire de l'italien Diego Ulissi et le Néerlandais Tom Dumoulin reprend le maillot rose.
  - (Voile) : François Gabart, le skipper du maxi-trimaran Macif, remporte à New York la 14e édition de la Transat anglaise en solitaire en 8 jours, 8 heures, 54 minutes et 39 secondes, il était parti le 2 mai de Plymouth, au sud-ouest de l'Angleterre.
- 2019 :
  - (Hockey sur glace /Mondial masculin) : début du championnat du monde de hockey sur glace qui se déroule jusqu'au 26 mai 2019 dans les villes de Bratislava et Košice en Slovaquie[3].
- 2021 :
  - (Cyclisme sur route /Tour d'Italie) : sur la 3e étape du Tour d'Italie qui se déroule entre Biella et Canale, sur une distance de 190 km, victoire du Néerlandais Taco van der Hoorn après une échappée. L'Italien Filippo Ganna conserve le Maillot rose.
  - (Natation sportive /Championnats d'Europe) : début de la 35e édition des championnats d'Europe de natation. qui se déroulent à Budapest, en Hongrie, jusqu'au 23 mai après un report d'un an en raison de la pandémie de Covid-19[4]. Au plongeon par équipes mixtes, victoire des Russes Kristina Ilinykh, Ievgueni Kouznetsov, Ekaterina Beliaeva et Viktor Minibaev. En natation artistique, sur l'épreuve mixte technique, victoire des Russes Mayya Gurbanberdieva et Aleksandr Maltsev.
- 2023 :
  - (Judo /Mondiaux) : sur la quatrième journée des Championnats du monde de judo, victoire de la Française Clarisse Agbegnenou en - de 63kg et chez les hommes, c'est le Géorgien Tato Grigalashvili qui est sacré en -81kg.

## Naissances

### XIXesiècle
- 1872 : 
  - Charlie Athersmith, footballeur anglais. (12 sélections en équipe nationale). († 18 septembre 1910).
- 1876 : 
  - Paul Guignard, cycliste sur piste français. Champion du monde de cyclisme sur piste du demi-fond 1913. († 15 février 1965).
- 1882 : 
  - Donatien Bouché, régatier français. Champion olympique en bateau de 8m aux Jeux d'Amsterdam 1928. († ? 1965).
- 1883 : 
  - Victor Johnson, cycliste sur piste britannique. Champion olympique du 660 yards aux Jeux de Londres 1908. Champion du monde de cyclisme sur piste de la vitesse 1908. († 23 juin 1951).

### XXesièclede1901à1950
- 1902 :
  - Louis Noverraz, régatier et pilote de courses automobile suisse. Médaillé d'argent en 5,5 aux Jeux de Mexico 1968. († 15 mai 1972).
- 1911 : 
  - Roland Gladu, joueur de baseball canadien. († 26 juillet 1994).
- 1923 : 
  - Otar Korkiya, basketteur soviétique puis géorgien. Médaillé d'argent aux Jeux d'Helsinki 1952. Champion d'Europe de basket-ball 1947, 1951 et 1953. († 15 mars 2005).
- 1925 : 
  - Stanley Stanczyk, haltérophile américain. Champion olympique des -82,5kg aux Jeux de Londres 1948 puis médaillé d'argent aux jeux d'Helsinki 1952. Champion du monde d'haltérophilie des -67,5 kg 1946, des -75kg 1947, des -82,5kg 1949, 1950 et 1951. († 3 juillet 1997).
- 1929 :
  - Audun Boysen, athlète de demi-fond norvégien. Médaillé de bronze du 800m aux Jeux de Melbourne 1956. († 2 mars 2000).
- 1930 : 
  - Pat Summerall, joueur de foot U.S. puis consultant TV américain. († 16 avril 2013).
- 1932 : 
  - Michel Leblond, footballeur français. (4 sélections en équipe de France). († 17 décembre 2009).
- 1937 : 
  - Tamara Press, athlète de lancer soviétique puis ukrainienne. Championne olympique du poids et médaillée d'argent du disque aux Jeux de Rome 1960 puis double championne olympique du disque et du poids aux Jeux de Tokyo 1964. Championne d'Europe d'athlétisme du disque 1958 puis du poids et du disque 1962. Détentrice du Record du monde du lancer du disque du 12 septembre 1960 au 5 novembre 1967  et du Record du monde du lancer du poids du 26 avril 1959 au 19 septembre 1965. († 26 avril 2021).
- 1941 : 
  - Ken Kennedy, joueur de rugby à XV irlandais. (45 sélections en équipe nationale). († 14 juillet 2022).
- 1942 : 
  - Michel Malinovsky, navigateur français. Vainqueur de la Solitaire du Figaro 1971. († 20 juin 2010).
- 1950 : 
  - Andrzej Szarmach, footballeur puis entraîneur polonais. Médaillé d'argent aux Jeux de Montréal 1976. (55 sélections en équipe nationale).

### XXesièclede1951à2000
- 1958 :
  - Gaétan Boucher, patineur de vitesse canadien. Médaillé d'argent du 1 000 m aux Jeux de Lake Placid 1980 puis champion olympique du 1 000 m et du 1 500 m puis médaillé de bronze du 500 m aux Jeux de Sarajevo 1984.
- 1960 :
  - Merlene Ottey, athlète de sprint jamaïcaine puis slovène. Médaillée de bronze du 200 m aux Jeux de Moscou 1980 et du 100 et 200 m aux Jeux de Los Angelès 1984 puis du 200 m aux Jeux de Barcelone 1992, médaillée d'argent du 100 m et du 200 m puis médaillée de bronze du relais 4×100 m aux Jeux d'Atlanta 1996, médaillée d'argent du relais 4×100 m et de bronze du 100 m aux Jeux de Sydney 2000. Championne du monde d'athlétisme du relais 4×100 m 1991, championne du monde d'athlétisme du 200 m 1993 et 1995.
- 1961 :
  - Randy Cunneyworth, hockeyeur sur glace puis entraîneur canadien.
- 1963 :
  - Laura Davies, golfeuse anglaise. Victorieuse de US Open féminin de golf 1987, du Kraft Nabisco 1993, du LPGA Championship 1994 et 1996, de l'Open féminin du Canada 1996.
  - Patrice Kuchna, joueur de tennis français.
- 1964 :
  - Darcy Kaminski, hockeyeur sur glace puis entraîneur canadien.
- 1965 :
  - Rony Seikaly, basketteur américano-libanais. Champion du monde de basket-ball 1986.
- 1966 :
  - Jonathan Edwards, athlète de sauts britannique. Médaillé d'argent du triple saut aux Jeux d'Atlanta 1996 et champion olympique du triple saut aux Jeux de Sydney 2000. Champion du monde d'athlétisme du triple saut 1995 et 2001. Champion d'Europe d'athlétisme du triple saut 1998. Détenteur du Record du monde du Triple saut depuis le 18 juillet 1995.
  - Genaro Hernández, boxeur américain. Champion du monde de boxe poids super-plumes de 1991 à 1995 et de 1997 à 1998. († 7 juin 2011).
- 1968 :
  - Thomas Coville, navigateur français. Vainqueur de la Transat Jacques Vabre 1999, des Trophée Jules-Verne 1997 et 2010 puis de la Volvo Ocean Race 2012.
- 1969 :
  - Dennis Bergkamp, footballeur puis entraîneur néerlandais. Vainqueur de la Coupe d'Europe des vainqueurs de coupe 1987, de la Coupe UEFA 1992 et 1994. (79 sélections en équipe nationale).
- 1972 :
  - Katja Seizinger, skieuse alpine allemande. Médaillée de bronze du super-G aux Jeux d'Albertville 1992 et championne olympique de la descente aux Jeux de Lillehammer 1994 puis de championne olympique de la descente et du combiné, médaillée de bronze du géant aux Jeux de Nagano 1998. Championne du monde de ski alpin du super-G 1993.
- 1973 :
  - Youssef Chippo, footballeur marocain. (80 sélections en équipe nationale).
  - Ollie Le Roux, joueur de rugby sud-africain. (54 sélections en équipe nationale).
- 1974 :
  - Sylvain Wiltord, footballeur français. Champion d'Europe de football 2000. (92 sélections en équipe de France).
- 1975 :
  - Adam Deadmarsh, hockeyeur sur glace canado-américain. Médaillé d'argent aux Jeux de Salt Lake City 2002.
- 1977 :
  - Nick Heidfeld, pilote de F1 allemand.
- 1978 :
  - Bruno Cheyrou, footballeur français. (3 sélections en équipe de France).
  - Romano Ricci, pilote de course automobile et homme d'affaires français.
- 1980 :
  - Carlos Bueno, footballeur uruguayen. (38 sélections en équipe nationale).
  - Kiril Lazarov, handballeur macédonien. Vainqueur de la Ligue des champions 2015. (230 sélections en équipe nationale).
  - Nicolas Touzaint, cavalier de concours complet français. Champion olympique par équipes aux Jeux d'Athènes 2004, médaillé de bronze aux Jeux de Tokyo 2020 et d'argent aux Jeux de Paris 2024. Champion d'Europe de concours complet en individuel et médaillé d'argent par équipe 2003 puis champion en individuel 2007.
  - Olga Zabelinskaïa, cycliste sur route russe. Médaillée de bronze de la course en ligne et de la course contre la montre aux Jeux de Londres 2012. Victorieuse du Tour du Costa Rica féminin 2014.
- 1981 :
  - Samuel Dalembert, basketteur haïtieno-canadien. (11 sélections avec l'équipe du Canada).
- 1983 :
  - Robins Tchale-Watchou, joueur de rugby à XV camerounais.
- 1984 :
  - Charlie Dalin, navigateur français.
  - Toni Müller, curler suisse. Médaillé de bronze aux Jeux de Vancouver 2010.
- 1985 :
  - Jeffrey Ntuka, footballeur sud-africain. (5 sélections en équipe nationale). († 21 janvier 2012)
  - Ryan Getzlaf, hockeyeur sur glace canadien. Champion olympique aux Jeux de Vancouver 2010 puis aux Jeux de Sotchi 2014.
  - Diego Tardelli, footballeur brésilien. Vainqueur de la Copa Libertadores 2005 et 2013. (14 sélections en équipe nationale).
- 1987 :
  - Wilson Chandler, basketteur américain.
  - Emmanuel Emenike, footballeur nigérian. (37 sélections en équipe nationale).
- 1988 :
  - Adam Lallana, footballeur anglais. (34 sélections en équipe nationale).
- 1989 :
  - Ivan Almeida, basketteur cap-verdo-portugais. (10 sélections avec l'équipe du Cap-Vert).
  - Thomas Bonnin, cycliste sur route français.
- 1990 :
  - Joshua Dugan, joueur de rugby à XIII australien. Champion de rugby à XIII 2017. (12 sélections en équipe nationale).
- 1991 :
  - Tim Wellens, cycliste sur route belge. Vainqueur du Tour de Pologne 2016
- 1992 :
  - Monika Ciaciuch, rameuse polonaise. Médaillée de bronze du quatre de couple aux Jeux de Rio 2016.
  - Ben McLachlan, joueur de tennis japonais-néo-zélandais.
- 1993 :
  - Tímea Babos, joueuse de tennis hongroise.
  - Boyanka Kostova, haltérophile azerbaïdjanaise. Championne du monde d'haltérophilie des -58 kg 2015. Championne d'Europe d'haltérophilie des -58 kg 2012, 2015 et 2016.
- 1995 :
  - Nedim Buza, basketteur bosnien.
  - Missy Franklin, nageuse américaine. Championne Olympique du 100 et 200 m dos ainsi que des relais 4×200m nage libre et 4×100m quatre nages puis médaillée de bronze du relais 4×100m nage libre aux Jeux de Londres 2012. Championne du monde de natation du 200m dos et des relais 4×200m et 4×100m quatre nages 2011 championne du monde de natation du 200m nage libre, des 100 et 200m dos puis des relais 4×100m et 4×200m nage libre ainsi que du relais 4×100m quatre nages 2013 puis championne du monde de natation du relais 4×200m nage libre et du 4×100m nage libre mixte 2015.
  - Julien Marchand, joueur de rugby à XV français. Vainqueur du Grand Chelem 2022 et de la Coupe d'Europe de rugby à XV 2021. (29 sélections en équipe de France).
  - Hidemasa Morita, footballeur japonais. (23 sélections en équipe nationale).
  - Gabriella Papadakis, patineuse artistique de danse sur glace française. Médaillée d'argent aux Jeux de Pyeongchang 2018 puis championne olympique aux Jeux de Pékin 2022. Championne du monde de patinage artistique 2015, 2016, 2018, 2019 et 2022 ainsi que médaillée d'argent à ceux de 2017. Championne d'Europe de patinage artistique 2015, 2016, 2017, 2018 et 2019 puis médaillée d'argent en 2020.
  - Ellyes Skhiri, footballeur franco-tunisien. (54 sélections avec l'équipe de Tunisie).
  - Loredana Toma, haltérophile roumaine. Championne du monde d'haltérophilie des -63kg 2017 et des 71kg 2022. Championne d'Europe d'haltérophilie des -63kg 2017, 2018, des -64kg 2019, 2021 et des -71kg 2023.
- 1996 :
  - Tyus Jones, basketteur américain.
  - Lucas Martínez Quarta, footballeur argentin. Vainqueur de la Copa América 2021 et de la Copa Libertadores 2018. (11 sélections en équipe nationale)
  - Kateřina Siniaková, joueuse de tennis tchèque. Championne olympique du double aux Jeux de Tokyo 2020. Victorieuse de la Fed Cup 2018.
- 1996 :
  - Enes Ünal, footballeur turc. (32 sélections en équipe nationale).
- 1998 :
  - Malachi Flynn, basketteur américain.
- 2000 :
  - Malik Abubakari, footballeur ghanéen.
  - Anthony Patterson, footballeur anglais.

### XXIesiècle
- 2001 :
  - Jamison Battle, basketteur américain.
  - Ilías Koutsoupiás, footballeur grec.
  - Matěj Radosta, footballeur tchèque.
- 2002 :
  - Gaspard Xavier, hockeyeur sur gazon français. (13 sélections en équipe de France).
- 2003 :
  - Kobe Franklin, footballeur canadien.

## Décès

### XXesièclede1901à1950
- 1928 :
  - Adolphe Clément-Bayard, 72 ans, pilote de courses automobile et industriel français. (° 22 septembre 1855).
- 1937 : 
  - Wilhelm Henie, 64 ans, cycliste sur piste et patineur de vitesse norvégien. Champion du monde de cyclisme sur piste du demi-fond 1894. (° 7 septembre 1872).
- 1938 : 
  - Peter McAlister, 68 ans, joueur de cricket australien. (8 sélections en test cricket). (° 11 juillet 1869).
- 1955 : 
  - Tommy Burns, 73 ans, boxeur canadien. Champion du monde poids lourds de boxe de 1906 à 1908. (° 17 juin 1881).
- 1959 : 
  - Leslie Knighton, 72 ans, entraîneur de football anglais. (° 15 mars 1887).

### XXesièclede1951à2000
- 1967 :
  - Lorenzo Bandini, 31 ans, pilote de F1 italien. (1 victoire en Grand Prix). (° 21 décembre 1935).
- 1984 : 
  - Joaquim Agostinho, 42 ans, cycliste sur route portugais. Vainqueur des Tours du Portugal 1970, 1971 et 1972 (° 7 avril 1942).
- 1992 : 
  - Werner Nilsen, 88 ans, footballeur puis entraîneur américain. (3 sélections en équipe nationale). (° 4 février 1904).
- 1998 : 
  - Cesare Perdisa, 65 ans, pilote de course automobile italien. (° 21 octobre 1931).

### XXIesiècle
- 2012 : 
  - Pekka Marjamäki, 64 ans, hockeyeur sur glace finlandais. (° 18 décembre 1947).
  - Eddie Perkins, 75 ans, boxeur américain. Champion du monde poids super-légers du 14 septembre 1962 au 15 décembre 1962 et du 15 juin 1963 au 18 janvier 1965. († 3 mars 1937).
  - Carroll Shelby, 89 ans, pilote de courses automobile américain. (° 11 janvier 1923).
- 2018 : 
  - Elizabeth Chase, 68 ans, hockeyeuse sur gazon zimbabwéenne. Championne olympique aux Jeux de Moscou 1980. (° 26 avril 1950).